# تقنية أغشية
تشمل تقانة أو تقنية الأغشية في الكيمياء (بالإنجليزية: Membrane Technology)‏ جميع طرق نقل المواد بين محلولين باستخدام أغشية تسمح بمرور السائل. ويقصد بذلك في العادة طرق الفصل المستخدمة في فصل مواد غازية أو سائلة بواسطة تقنية الأغشية.
يمكن بناء أجهزة الأغشية بطريقة وحدات، بحيث يفي عدد الوحدات المستخدمة لأداء الغرض. ونظرا لزيادة تكلفة الأجهزة بزيادة عدد وحدات الترشيح، فيوجد حد أمثل لعدد الوحدات المستخدمة يوفق بين عدد الوحدات والمصاريف. إذا كان الحجم المراد ترشيحه صغيرا، مثل ترشيح القهوة فيكفي استخدام ورق الترشيح والطريقة العادية.

## تطبيقاتها

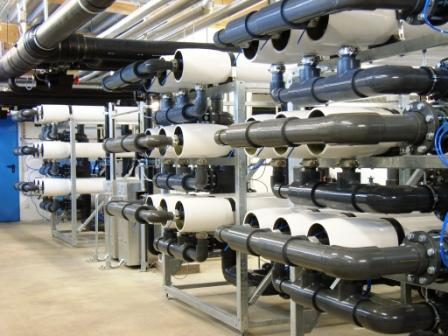
مرشحات للترشيح المستدق لأحد حمامات السباحة.

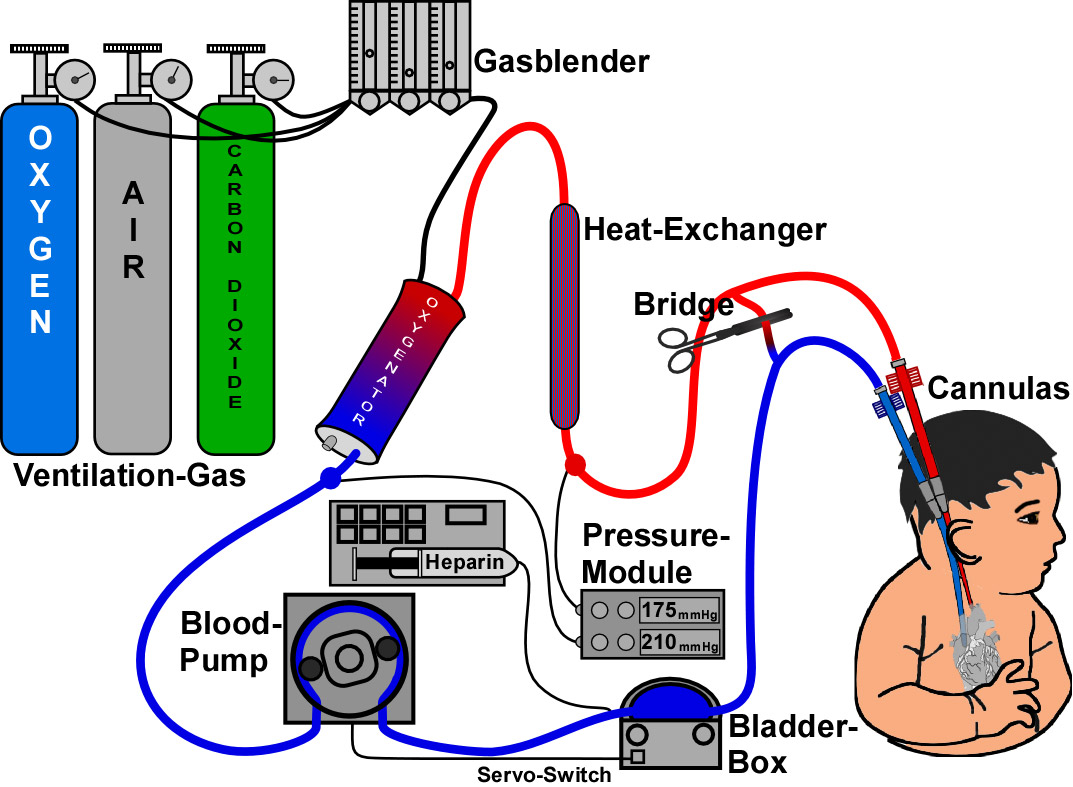
إمداد المواليد بالأكسجين.

تتميز طريقة الترشيح بالاغشية أنها لا تحتاج إلى تسخين وبالتالي فهي تكون أوفر اقتصاديا عن طرق الفصل الحرارية، مثل التبخير أو طريقة تسامي أو طريقة التبلور. وتتم عملية الفصل بالأغشية بطريقة فيزيائية بحته حيث ينفصل الراشح عن محلول المستبعد.
لذلك وجدت الترشيح بالأغشية تطبيقات كثيرة في الصناعات الغذائية وفي التقنية الحيوية وفي الصيدلة فكلها طرق على البارد ولا تحتاج إلى تسخين.
كما يمكن بواسطة ترشيح الأغشية القيام بفصل مواد لا يمكن فصلها بالطرق الحرارية، فمثلًا لا يمكن فصل سائلين عن طريق التبخير إذا كان لها نفس درجة الغليان. أما في طريقة الأغشية فيمكن باختيار نوع الغشاء فصل مواد بعينها من دون التأثير على الآخر أو الآخرين.
ومن الطرق الهامة المستخدمة لاكتساب ماء الشرب من مياه البحر طريقة التناضح العكسي التي تنتج حاليا نحو 7 ملايين متر مكعب سنويا من مياه البحر في جميع انحاء العالم. كذلك تطبق ترشيح الاغشية في مجال الصناعات الغذائية واسعادة الأبخرة العضوية والنكهات، واستعادة أبخرة البنزين، وكذلك استغلال التحليل الكهربائي في تحضير الكلور.
وفي تطبيقات تطهير مياه الشرب فتتبوا تقنية الاغشية مرتبة عالية. فباستخدام الترشيح الميكروني والترشيح المستدق أصبح من الممكن فصل جزيئات كبيرة وجزيئات رغوية، بحيث تتطهر المياه من الميكروبات والجراثيم. ويلعب هذا دورا كبيرا عند ترشيح مياه المجاري قبل تصريفها في بحيرات أو أنهار حتى لا تلوثها.
إن نصف استخدامات تقنية الأغشية يطبق في الطب. فهي تستخدم في غسيل الكلى بطريقة أصطناعية وتعمل على فصل مواد سامة ضارة للجسم، وكذلك كرئة اصطناعية حيث يغتني الدم بالأكسجين خارج الجسم، ثم يعود إلى جسم المريض.
من التطبيقات الهامة أيضا في إنتاج الكهرباء بواسطة الأغشية في خلايا الوقود، وكذلك في تحلية مياه البحر في محطات التناضح العكسي.

## انتقال المواد
يوجد نموذجان مختلفان لانتقال المواد خلال الأغشية: «نموذج التخلل» و «نموذج هيدرودينامي»
. وقد يسمح الغشاء بسريان النموذجان من عمليات الانتقال، وبصفة خاصة في الرشيح المستدق Ultrafiltration.

### نموذج التخلل
يتم انتقال المواد عن طريق الانتشار، وفيها تذوب المادة المنتقلة في الغشاء. ذلك المبدأ يوجد على الاعص في حالة الأغشية الكثيفة التي لا تحوي مساما مثلما في حالة التناضح العكسي وفي حالة فصل الغازات. يتكون على الغشاء «طبقة فاصلة». وينشأ تدرج التركيز على جهتي الغشاء عن طريق جزيئات لا تنتقل عبره. يسمى تلك الظاهرة «استقطاب التركيز» ; وعند حدوث ذلك أثناء الترشيح فهو يعمل خفض سرعة الترشيح.
يمكن عمليا عكس استقطاب التركيز - عن طريق غسل الغشاء فيستعيد الغشاء قدرته على الفصل ثانيا. Auch dasكما يمكن في حالة ترشيج جاري تقاطعي Cross-Flow-Filtration خفض تأثير استقطاب التركيز.

### النموذج الهيدرودينامي
أو نموذج الحركة المائية، وفيه يحدث انتقال المواد من خلال مسام.ولهذا لابد أن تكون المسامة أصغر من قطر الحبيبات التي ستمر خلالها. وتطبق أمثال تلك الأغشية في مرشح الميكرون والترشيح المستدق ; حيث تطبق تلك الطريقتان بغرض فصل جزيئات كبيرة من محلول، أو حبيبات غروية (ماصة للماء) أو عند فصل بكتيريا من الماء. وتترسب على سطح الغشاء الجبيبات التي لا تعبر الغشاء وتكوّن عليه ما يسمى كيك ترشيح.
لتلافي بطء الترشيح بسبب تكون كيك ترشيح يسد المسام، تستخدم طريقة ترشيج الجريان التقاطعي، وفيها يجري المحلول المراد ترشيحه موازيا لسطح الغشاء على إحدى ناحيتيه، فينفصل الراشح Permeat عبر الغشاء ويتركز حبيبات المواد المرشحة في المحلول الجاري، وهذه هي المواد المستبعدة Retentate .
يعمل جريان السائل المراد ترشيحه على إحدى نواحي الغشاء على جرف ما يترسب عليه من حبيبات، ويمنع تكون كيك الترشيح ويمنع إفساده (تعفنه).

## اقرأ أيضا
- تحشف (كيمياء)
- غسيل الكلى
- ترشيح جريان تقاطعي
- ترشيح مستدق
- ترشيح نانوي
- طهارة مياه الشرب
- مستبعد (كيمياء)